# Jamie Johnson (Regisseur)
James Wittenborn „Jamie“ Johnson (* 1979) ist ein US-amerikanischer Filmregisseur und ein Urenkel von Robert Wood Johnson, dem Mitgründer von Johnson & Johnson.

## Leben und Wirken
Johnson ist der Sohn von James Loring Johnson und Gretchen Wittenborn Johnson. Er ist Absolvent der Pingry School, einer Privatschule in Martinsville, New Jersey und der New York University, an der er amerikanische Geschichte studierte.

### Born Rich
Im Jahr 2003 machte Johnson den Dokumentarfilm Born Rich, welcher von HBO gekauft wurde. Der Film wurde als „Dokumentarfilm über Kinder der ungeheuer Reichen beschrieben, eingefangen von einem von ihren“. Die Dokumentation besteht hauptsächlich aus Interviews mit Johnson, der frei seine Freunde über ihre Erfahrung interviewt, wie es ist, wenn man in ungeheuren Reichtum geboren wird und ein Leben ohne finanzielle Begrenzungen führt. Der Film wurde von Johnsons Onkel, dem Drehbuchautor und Novelist Dirk Wittenborn produziert, der Johnson zu der Dokumentation ermutigte. Born Rich wurde für zwei Emmy Awards nominiert („Outstanding Directing for Nonfiction Programming“ und „Outstanding Nonfiction Special“). Johnson führte unter anderem Interviews mit:
- Georgina Bloomberg, Springreiterin, Tochter des New Yorker Bürgermeisters und Medienmogul Michael Bloomberg
- Ivanka Trump, Tochter des Immobilien-Tycoon Donald Trump
- Cody Franchetti, Erbe von Milliken & Company
- Luke Weil, Erbe des Autotote Spiele Reichs (inzwischen: Cientific Games)
- Samuel Irving "SI" Newhouse IV, Erbe von Condé Nast und Enkel von Samuel Irving Newhouse Jr.
- Josiah Hornblower, von der Vanderbilt und Whitney Familie
- Christina Floyd, Tochter des Golfers Raymond Floyd
- Juliet Hartford, The Great Atlantic & Pacific Tea Company-Erbin

### The One Percent
Johnsons nächstes Projekt The One Percent hatte seine Premiere auf dem TriBeCa Film Festival am 29. April 2006. Die 80-minütigen Feature diskutiert die Herausforderungen amerikanischer Gesichter in einer Gesellschaft, in der ein Prozent der Menschen fast die Hälfte des gesamten Reichtums kontrollieren. Der Film zeigt Robert Reich, Bill Gates, Milton Friedman und viele andere, die aus verschiedenen sozioökonomischen Schichten stammen, darunter Bewohner von Chicagos Cabrini-Green Wohnprojekt und Opfern des Hurrikan Katrina. Als Johnson den Nobelpreisträger Milton Friedman interviewte, warf Friedman Johnson vor, er befürworte Sozialismus und beendete das Gespräch abrupt.
Sowohl Born Rich, als auch The One Percent wurden in Oprah Winfreys TV-Show promotet. Johnson schrieb eine wöchentliche Kolumne für Vanity Fair Online mit dem Titel The One Percent über verschiedene Perspektiven, Methoden und Probleme der Reichen. Die Filme Born Rich und The One Percent spannten die Beziehungen zu manchen Mitgliedern der New Yorker Elite, die er nutze, um an Interviews zu kommen, stark an. Born Rich löste einen Rechtsstreit aus und er musste sich Vorwürfe von einigen der Probanden gefallen lassen, die behaupteten, dass Johnson sie unfair porträtiert habe. Die Filme kühlten auch die Beziehung zu seiner Familie, vor allem seinem Vater, ab. Später, während der Entwicklung von The One Percent entdeckte Johnson, dass sein Vater einen Dokumentarfilm über die Apartheid und wirtschaftliche Ungerechtigkeit in Südafrika gemacht hatte. Obwohl sein Vater sich weigerte darüber zu sprechen, erfuhr Johnson von seiner Mutter, dass sein Vater von Johnson & Johnson und anderen Familienmitgliedern für den Film gerügt wurde und nie wieder einen anderen Film machte.